# Середній (Александровський район)
Середній (рос. Средний) — хутір у Александровському районі Ставропольського краю Російської Федерації.
Муніципальне утворення — Александровський муніципальний округ. Населення становить 1303 особи.

## Історія
Згідно із законом від 4 жовтня 2004 року № 88-КЗ у 2004—2020 роках муніципальним утворенням була Середненська сільрада.

## Населення
| 1989 | 2002  | 2010  |
| ---- | ----- | ----- |
| 1356 | ↘1346 | ↘1303 |